# Orimattila
Orimattila és un municipi de Finlàndia que forma part de la regió de Päijät-Häme.

## Viles agermanades
- Tvrdošín, Eslovàquia